# 제66회 베를린 국제 영화제
제66회 베를린 국제 영화제는 2016년 2월 11일에 열린 시상식이다.

## 수상 및 후보

### 황금곰상
- 파이어 앳 시 - 잔프란코 로시 수상

### 은곰상:심사위원대상
- 데스 인 사라예보 - 다니스 타노비치 수상

### 은곰상:심사위원상
- 어 맨 러턴드 - 마디 플레이펠 수상

### 은곰상:감독상
- 띵스 투 컴 - 미아 한센-러브 수상

### 은곰상:여자연기자상
- 코뮌 - 트린 디어홈 수상

### 은곰상:남자연기자상
- 헤디 - 마지드 마스투라 수상

### 은곰상:각본상
- 유나이티드 스테이츠 오브 러브 - 토마스 바실레프스키 수상

### 은곰상:예술공헌상
- 크로스커런트 - 리판빙 수상

### 황금곰상:단편영화상
- 배트라치안스 발라드 - 레오노어 텔레스 수상

### 황금곰상:명예황금곰상
- 마이클 볼하우스 수상

### 은곰상:알프레드 바우어상
- 어 룰라바이 투 더 소로우풀 미스터리 - 라브 디아스 수상

### 유럽단편영화상
- 어 맨 러턴드 - 마디 플레이펠 수상

### 베를린카메라상
- 벤 바렌홀트 수상
- 팀 로빈스 수상
- MARLIES KIRCHNER 수상

### GWFF 장편 데뷔상
- 헤디 - 모하메드 벤 아티아 수상

### 파노라마 관객상
- 정크션 48 - 우디 알로니 수상
- 후즈 고너 러브 미 나우? - 토머 헤이먼 외 1명 수상

### 수정곰상(제너레이션 14플러스) 작품상
- 멜로우 머드 - 레나스 빔바 수상

### 수정곰상(제너레이션 14플러스) 작품상 특별언급
- 플랜츠 - 로베르토 오베리스 수상
- 더 바디 이즈 어 론리 플레이스 - 이다 린드그렌 수상

### 수정곰상(제너레이션 14플러스) 단편영화
- 발코니 - 토비 펠-홀든 수상

### 대상(제너레이션 14플러스) 국제심사위원
- 플랜츠 - 로베르토 오베리스 수상

### 특별상(제너레이션 14플러스) 국제심사위원
- 어 나이트 인 토코리키 - 록산느 스트로에 수상

### 특별상(제너레이션 14플러스) 국제심사위원 - 특별언급
- 즈할레이카 - 엘리자 펫코바 수상
- 더 바디 이즈 어 론리 플레이스 - 이다 린드그렌 수상

### 수정곰상(제너레이션 K플러스) 작품상
- 더 트랩 - 자야라즈 라자세카란 나이르 수상

### 수정곰상(제너레이션 K플러스) 작품상 특별언급
- 자미스 콘텐트 - 에밀 들뢰즈 수상

### 수정곰상(제너레이션 K플러스) 단편영화
- 페브리지오즈 이니테이션 - 마리아노 뱌신 수상

### 수정곰상(제너레이션 K플러스) 단편영화 특별언급
- 닌녹 - 니키 패디다르 수상

### 대상(제너레이션 K플러스) 국제심사위원
- 라라 - 페파 산 마틴 수상

### 대상(제너레이션 K플러스) 국제심사위원 - 특별언급
- 영 레슬러 - 메테 구무르한 수상

### 특별상(제너레이션 K플러스) 국제심사위원
- 세멜르 - 미르시니 아리스티두 수상

### 특별상(제너레이션 K플러스) 국제심사위원 - 특별언급
- 오를리아 앤 페드로 - 오마르 로블즈 외 1명 수상

### 테디상:장편영화상
- 톰캣 - 클라우스 핸들 수상

### 테디상:단편영화상
- 맘스 온 파이어 - 조안나 리텔 수상

### 테디상:다큐멘터리상
- 키키 - 사라 요르데노 수상

### 테디상:심사위원상
- 유 윌 네버 비 얼론 - 알렉스 앤완터 수상

### FIPRESCI상:경쟁부문
- 데스 인 사라예보 - 다니스 타노비치 수상

### FIPRESCI상:포럼
- 더 레볼루션 원트 비 텔레바이즈 - 라마 디아우 수상

### FIPRESCI상:파노라마
- 얼로이즈 - 토비아스 놀레 수상

### 에큐메니칼 심사위원상:경쟁부문
- 파이어 앳 시 - 잔프란코 로시 수상

### 에큐메니칼 심사위원상:포럼
- 바라카 밋츠 바라카 - 마흐무드 샙백 수상
- 더즈 후 점프 - 아부 베이커 사이디베 수상

### 에큐메니칼 심사위원상:파노라마
- 더 퍼스트, 더 라스트 - 보리 라네스 수상

### C.I.C.A.E.상:포럼
- 일리지티메이트 - 아드리안 시타루 수상

### C.I.C.A.E.상:파노라마
- 후쿠시마 내 사랑 - 도리스 도리 수상

### 라벨유럽영화상
- 더 퍼스트, 더 라스트 - 보리 라네스 수상

### 베를리날레 스페셜
- 발랜도 발랜도 - 에토레 스콜라
- 베터 콜 사울 시즌2 - 빈스 길리건 외 2명
- 클레버맨 - 라이언 그리픈 외 2명
- 크리피 - 구로사와 기요시
- 데드 맨 워킹 - 팀 로빈스
- 시리어스 게임 - 페닐라 어거스트
- 러브, 니나 - S.J. 클락슨
- 지구에 떨어진 사나이 - 니콜라스 로에그
- 마일즈 어헤드 - 돈 치들
- 더 뮤직 오브 스트레인져 - 모건 네빌
- 내셔널 버드 - 소니아 케넌벡
- 더 나이트 매니저 - 수잔 비에르
- 어 콰이어트 패션 - 테렌스 데이비스
- 더 시즌 인 퀸시: 포 포트레이츠 오브 존 버거 - 바르테크 지아도시
- 센스 앤 센서빌리티 - 이안
- 스플리팅 업 투게더 - 메티 히노 외 1명
- 다음 침공은 어디 - 마이클 무어
- 더 라이터 - 사예드 오아수아

### 칼리가리상
- 인 더 라스트 데이즈 오브 더 시티 - 테이머 엘 새드 수상

### 헤이너 카로우상
- 후쿠시마 내 사랑 - 도리스 도리 수상

### 타게스피겔 독자상
- 위 아 네버 얼론 - 페트르 바츨라프 수상

### 베를리너 모겐포스트 독자상
- 파이어 앳 시 - 잔프란코 로시 수상

### 평화영화상
- 어 메이드 포 이치 - 마허 아비 삼라 수상

### 독일예술영화조합상
- 24 윅스 - 앤 조라 베라치드 수상

### 브이에프에프 탤런트 하이라이트 피치상
- 맥스 서디억 수상

### 필름 프라이즈 오브 더 로버트 보쉬 스티프텅 포 인터네셔널 코퍼레이션 저머니 / 아랍 월드
- Thsweesh
- Miguel’s War
- Four Acts for Syria

### 독자상:지티
- 아이 리멤버 - 젠나 지 원더스 수상

### 암네스티국제영화상
- 파이어 앳 시 - 잔프란코 로시 수상
- 스타리스 드림스 - 메흐르다드 오스코에이 수상

### 아르테키노 국제상
- 알바로 브레히너 수상

### 유리메이지 프로덕션 발전상
- Cinema Defacto 수상
- Proton Cinema

### 유리메이지 프로덕션 발전상:특별언급
- Tornasol Films 수상
- Amrion 수상

### 경쟁부문
- 보리스 위드아웃 베아트리체 - 드니 코테
- 지니어스 - 마이클 그랜디지
- 얼론 인 베를린 - 벵상 뻬레
- 미드나잇 스페셜 - 제프 니콜스
- 제로 데이즈 - 알렉스 기브니
- 레터스 프롬 워 - 이보 M. 페레이라
- 어 드래곤 어라이브즈 - 마니 하기기
- 파이어 앳 시 - 잔프란코 로시
- 어 룰라바이 투 더 소로우풀 미스터리 - 라브 디아스
- 코뮌 - 토마스 빈터베르그
- 띵스 투 컴 - 미아 한센-러브
- 비잉 17 - 앙드레 테시네
- 데스 인 사라예보 - 다니스 타노비치
- 유나이티드 스테이츠 오브 러브 - 토마스 바실레프스키
- 24 윅스 - 앤 조라 베라치드
- 크로스커런트 - 차오 양
- 헤디 - 모하메드 벤 아티아
- 소이 네로 - 라피 피츠
- 러시아인이 온다 - 하이너 카로프

### 비경쟁부문
- 시라크 - 스파이크 리
- 뉴스 프롬 플래닛 마스 - 도미니크 몰
- 더 패트리아치 - 리 타마호리
- 세인트 아무르 - 구스타브 드 케르베른 외 1명
- 헤일, 시저! - 에단 코엔 외 1명

### 단편 경쟁부문
- 정크션 48 - 우디 알로니
- 어나더 시티 - 팜 응옥 란
- 화이트 버드 - 우 린펭
- 배트라치안스 발라드 - 레오노어 텔레스
- 더 다이버 - 에스테반 아랑고이즈
- 러닝 워터즈 - 디에고 존
- 섬머 - 로니 트록커
- 프류드 앤 프렌즈 - 가브리엘 아브란테스
- 히 후 잇츠 칠드런 - 벤 러셀
- 텐 미터 타워 - 막시밀리언 반 아에르트릭크 외 1명
- 인 더 솔져스 헤드 - 크리스틴 레벳
- 앵커리지 프로히비티드 - 치앙 위-량
- 브로큰 - 더 우먼즈 프리즌 앳 호헤넥 - 폴케 쉬레히트
- 러브 - 레카 부시
- 어 맨 리턴드 - 마디 플레이펠
- 맘스 온 파이어 - 조안나 리텔
- 머머링스 - 루벤 게임즈
- 아워 레가시 - 조나단 비넬 외 1명
- 오스타즈 - 벤틀리 브라운
- 페르소네 - 크리스토프 지라데 외 1명
- 프리루드 투 더 제너럴 - 핌파카 토위라
- 릴룩탄틀리 퀴어 - 아코수아 아도마 오우수
- 식스 센츠 인 더 포켓 - 리키 드암브로스
- 윈드 정크션 - 로템 무랏
- 더 인액세시빌리티 오브 에이션트 그리스 앤 잇츠 임팩트 - 게릿 프로네-브릭만 외 1명
- 빈티지 프린트 - 지그프리드 A. 프르아우프
- 비타 라카마야 - 이즈하라 아키히토

### 독일영화전망
- 비욘드 더 스노우스톰 - 레빈 피터
- 포 코너스 오브 어 서클 - 카타리나 스탄코비치
- 후 이즈 오다 존느? - 카밀라 프페퍼
- 더 스트레인지 섬머 - 줄스 허먼
- 로테 - 줄리우스 슐데이브
- 미티어 스트리트 - 알린 피셔
- 원 오브 어스 - 스테판 리히터
- 리서치 리퓨지스: 듀올로그 - 소피아 보쉬
- 팔라세움 - 인비지블 시티 - 마누엘 이내커
- 아고니 - 데이빗 클래이 디아즈
- 오디션 - 팀 함스
- 어 콰이어트 플레이스 - 로니 도플러
- 발렌티나 - 막시밀리안 펠만
- 토로 - 마틴 하위
- 위 아 더 타이드 - 세바스티안 힐거

### 포럼부문
- 나우: 엔드 오브 시즌 - 아이만 나흘
- 더 램프스 - 쉘리 실버
- 인 더 퓨처 데이 에이트 프롬 더 파이니스트 포르셀래인 - 라리사 샌소어
- 인 더 라스트 데이즈 오브 더 시티 - 테이머 엘 새드
- 앤드-엑 기스 - 콜로라도 벨쿠 외 1명
- 어 로드 - 다이치 스기모토
- 바덴 바덴 - 라셸 랑
- 바라카 밋츠 바라카 - 마흐무드 샙백
- 빗트윈 펜스즈 - 아비 모그라비
- 차밋소즈 쉐도우 - 울리케 오팅거
- 데드웨이트 - 액셀 코엔젠
- 뎁스 투 - 오그젠 글라보닉
- 엘도라도 XXI - 살로메 라마스
- 디 엔드 - 기욤 니클루
- 시티 오브 제이드 - 미디 지
- 르 필스 드 조셉 - 유진 그린
- 더 드림드 원스 - 루스 베커만
- 88만분의 1의 고독 - 이시이 가쿠류
- 전봇대 소년의 모험 - 츠카모토 신야
- 나는 소노 시온이다! - 소노 시온
- 도쿄 캐비지맨 케이 - 오가타 아키라
- 유엔케이 - 테즈카 마코토
- 더 레인 위민 - 야구치 시노부
- 하나사레루 갱 - 스와 노부히로
- 해피니스 애비뉴 - 히라노 카츠유키
- 하바리 - 필립 셰프너
- 히 - 모모이 가오리
- 호모 사피엔스 - 니콜라우스 가이어할터
- 하우 헤비 디스 해머 - 카직 라드완스키
- 일리지티메이트 - 아드리안 시타루
- 이너티아 - 이단 하구엘
- 케이트 플레이즈 크리스틴 - 로버트 그린
- 피스 오브 랜드 - 폴커 쾹
- 올드 스톤 - 조니 마
- 릴리 래인 - 베네덱 플리고프
- 어 매지컬 섭스탠스 플로우즈 인투 미 - 주마나 마나
- 어 메이드 포 이치 - 마허 아비 삼라
- 하우시즈 위드아웃 도어스 - 아보 카프리얼리안
- 어 맨즈 플라워 로드 - 소노 시온
- 파나메리칸 머시너리 - 호아킨 델 파소
- 위 아 네버 얼론 - 페트르 바츨라프
- 언 아웃포스트 오브 프로그레스 - 위고 비에이라 다 실바
- P.S. 예루살렘 - 데이너에 엘론
- 더 레볼루션 원트 비 텔레바이즈 - 라마 디아우
- 리오 코고 - 세르지오 다 코스타 외 1명
- 루돌프 돔 - 플라워즈 에브리웨어 - 서필 터한
- 세인트 테러리즘 - 야마모토 마사시
- 더즈 후 점프 - 아부 베이커 사이디베
- 숏 스테이 - 테드 펜트
- 탕 - 왕빙
- 테일즈 오브 투 후 드림트 - 니콜라스 페레다 외 1명
- 템페스태드 - 타티아나 후에조
- 더스트 클로즈 - 아후 오즈턱
- 트리비자 - 구문걸
- 둠드 러브 - 어 져니 쓰루 저먼 장르 필름즈 - 도미닉 그래프
- 휴미디티 - 니콜라 쥬카
- 야든 - 몬스 몬손
- 라이프 애프터 라이프 - 장 하니

### 파노라마부문
- 아이, 올가 헤프나로바 - 페트르 카즈다
- 더 퍼스트, 더 라스트 - 보리 라네스
- 매기스 플랜 - 레베카 밀러
- 나콤 - 켈리 다니엘라 노리스
- 리매인더 - 오메르 파스트
- 온 디 아더 사이드 - 즈린코 오그레스타
- 스타브 유어 도그 - 히잠 라스리
- 샌드 스톰 - 일리트 젝세르
- 파리스 05:59 - 올리비에 뒤카스텔 외 1명
- 디 원스 빌로우 - 데이빗 파
- 워 온 에브리원 - 존 마이클 맥도나프
- 얼로이즈 - 토비아스 놀레
- 더 텐쓰 맨 - 다니엘 부르만
- 고트 - 앤드류 닐
- 후쿠시마 내 사랑 - 도리스 도리
- 인디그네이션 - 제임스 샤머스
- 조나단 - 피오트르 J. 르완도스키
- 톰캣 - 클라우스 핸들
- 라 엘라다 네그라 - 맥시밀리아노 스콘펠트
- 란투어리 - 레자 도르미시안
- 상처받은 천사 - 에미르 바이가진
- 여자가 잠들 때 - 웨인 왕
- 타임 워즈 엔들리스 - 세르지오 안드레이드 외 1명
- 올 오브 어 서든 - 아슬리 오즈게
- 머치 아도 어바웃 낫띵 - 알레한드로 페르난데즈 알멘드라스
- 죽여주는 여자 - 이재용
- 돈 콜 미 선 - 안나 무이라에르트
- 유 윌 네버 비 얼론 - 알렉스 앤완터
- 독 데이즈 - 조르당 쉴레
- 셸리 - 알리 아바시
- 셰퍼즈 앤 벗쳐스 - 올리버 슈미츠
- 로드 투 이스탄불 - 라시드 부샤렙
- 돈 블링크 - 로버트 프랭크 - 로라 이스라엘
- 호텔 달라스 - 리비아 운거 외 1명
- 더 지디알 컴플렉스 - 조헨 히크
- 메이플소프: 룩 앳 더 픽쳐스 - 랜디 바바토
- 마리우폴리스 - 만타스 크베다라비시우스
- 하워드 삼촌 - 아론 브룩커
- 브라더스 오브 더 나이트 - 패트릭 쉬하
- 쿠루밈 - 마르코스 프라도
- 유럽, 쉬 러브즈 - 얀 가스만
- 벽장을 두드리며 - 소피아 루바라
- 키키 - 사라 요르데노
- 스트라이크 어 포즈 - 에스터 굴드 외 1명
- 더 러버즈 앤드 더 데스팟 - 로버트 캐넌
- 위켄즈 - 이동하
- 후즈 고너 러브 미 나우? - 토머 헤이먼 외 1명
- 마이 랜드 - 판 지안
- 조나 노르테 - 모니카 트루트
- 1 베를린-할렘 - 로다 램버트 외 1명
- 디프런트 프롬 디 아더스 - 리하르트 오스발트
- 비포 스톤월 - 그레타 쉴러
- 젠더너츠 - 모니카 트루트
- 헤드윅 - 존 카메론 미첼
- 나, 너, 그, 그녀 - 샹탈 애커만
- 루킹 포 랭스턴 - 아이작 줄리앙
- 디 인챈트먼트 오브 더 블루 세일러즈 - 울리케 오팅거
- 하이드 앤 식 - 댄 울먼
- 마블 애스 - 젤리미르 질닉
- 질산염 키스 - 바바라 해머
- 최후의 섬광 - 빌 셔우드
- 풀어헤쳐진 말들 - 마론 릭스
- 폭풍의 밤 - 샹탈 애커만
- 인 어 글래스 케이지 - 아구스티 빌라롱가
- 워터멜론 우먼 - 쉐릴 더니
- 더 매도우 오브 띵스 - 헤인즈 에미그홀즈

### 제너레이션 케이플러스
- 인 유어 드림스! - 페트르 오크로펙
- 본 투 댄스 - 테미 데이비스
- 걸 어슬립 - 로즈마리 마이어스
- 플랜츠 - 로베르토 오베리스
- 와일드 - 나그라지 만줄
- 랙 유니온 - 미카일 메스텟스키
- 왓츠 인 더 다크니스 - 왕 위춘
- 포춘 페이버스 더 브레이브 - 노버트 레히너
- 영 레슬러 - 메테 구무르한
- 라프 - 소너 캐너 외 1명
- 시브의 잠 못 드는 밤 - 카티 에드펠트
- 몰리 몬스터 - 마티아스 브런 외 1명
- 주드 - 마르타 미노로비치
- 리틀 멘 - 아이라 잭스
- 6에이 - 피터 모데스티즈
- 비포 더 스트릿츠 - 클로이 레리체
- 더 드리머 - 애드리언 사바
- 멜로우 머드 - 레나스 빔바
- 마이 레볼루션 - 램지 벤 슬리만
- 스타리스 드림스 - 메흐르다드 오스코에이
- 발데라마 - 아바스 아미니
- 즈할레이카 - 엘리자 펫코바
- 자미스 콘텐트 - 에밀 들뢰즈
- 리틀 멘 - 아이라 잭스
- 블루 바이시클 - 우밋 코어켄
- 더 트랩 - 자야라즈 라자세카란 나이르
- 라라 - 페파 산 마틴
- 루이스 앤 놀란 - 더 빅 치즈 레이스 - 라스무스 A. 실버르센
- 우리들 (가제) - 윤가은

### 단편 제너레이션 14플러스
- 발코니 - 토비 펠-홀든
- 베를린 메타노이아 - 에릭 슈미트
- 블라인드 바이샤 - 테오도르 위셰브
- 크리스탈 레이크 - 제니퍼 리더
- 에덴 - 안드레스 라미레즈 풀리도
- 재키드 - 르네 판네비스
- 더 바디 이즈 어 론리 플레이스 - 이다 린드그렌
- 릭 어스, 미야오, 미야오! - 마리에 드 마리코트
- 마더 노우즈 베스트 - 미카엘 번센
- 무시키 - 앨리자 차노위츠
- 어 나이트 인 토코리키 - 록산느 스트로에
- 리퓨지 블루스 - 트리스탄 다우스 외 1명
- 센시즈 - 나리만 앨리브
- 스포에트닉 - 노엘 루젠
- 캐로우젤 - 칼 웨버
- 댓 데이 - 스테파니 아드
- 더 발라드 오브 임모탈 조 - 헥토르 헤레라

### 단편 제너레이션 케이플러스
- 오를리아 앤 페드로 - 오마르 로블즈 외 1명
- 캐츠 앤 독스 - 게르트 고켈 외 1명
- 찹핑 어니언즈 - 아디나 댄시거
- 페브리지오즈 이니테이션 - 마리아노 뱌신
- 온 더 루프 - 데미아 세라 카체티즈
- 킬 유어 디너 - 브린 체이니
- 르 레나드 미누스큘 - 실비아 스킬라즈 외 1명
- 릴리 - 시리 멜키아
- 리틀 돌 - 케이트 돌란
- 네이와 - 아브라함 크루즈 헤레라 외 1명
- 니나 - 엠마뉴엘 엘리아 외 1명
- 닌녹 - 니키 패디다르
- 세멜르 - 미르시니 아리스티두
- 사이먼즈 캣: 오프 투 더 벳 - 사이몬 토필드
- 스케이트킷 - 웨드워드 쿡
- 테이크 유어 파트너스 - 시리 로드니스
- 더 보이프렌드 게임 - 앨리스 잉글러트
- 지주츳 - 마를리스 반 더 웰

### 컬리너리 시네마
- 앤츠 온 어 쉬림프 - 마우리스 데커스
- 카페 나글러 - 야리브 바렐 외 1명
- 오프-로드. 마가리츠, 필링 어 웨이. - 펩 게이텔
- 요리를 욕망하다 - 알렉스 기브니
- 요리를 욕망하다 - 라이언 밀러
- 하우 투 빌드 언 이글루 - 더글라스 윌킨슨
- Kivalina - 키발리나의 바다 제방
- In Defense of Food - 마이클 쉬와즈
- Need for Meat - Marijn Frank
- 노마, 마이 퍼펙트 스톰 - 피에르 데샹
- 포트레이트 오브 어 가든 - 로지 스태플
- 고스츠 비포 브렉퍼스트 - 한스 리히터
- 완톤 미 - 에릭 쿠
- 티타임: 어 맨 오브 익스페리언스 - 마이클 폴란